# Haute-Amance
Haute-Amance är en kommun i departementet Haute-Marne i regionen Grand Est (tidigare regionen Champagne-Ardenne) i nordöstra Frankrike. Kommunen ligger i kantonen Terre-Natale som tillhör arrondissementet Langres. År 2022 hade Haute-Amance 959 invånare.

## Befolkningsutveckling
Antalet invånare i kommunen Haute-Amance
| Referens: INSEE |